# Carlos Quirino
Artykuł ten został zgłoszony do umieszczenia na stronie głównej w rubryce „Czy wiesz”.
Pomóż nam go sprawdzić: oceń zgłoszoną nominację.
Carlos Quirino (ur. 14 stycznia 1910, zm. 20 maja 1999) – filipiński historyk.

## Życiorys
Urodził się 14 stycznia 1910. Był synem znanego ginekologa Jose A. Quirino. Jego matką była Dolores Lozada, wnuczka przybyłego z Hiszpanii Ramona Lozady. Ukończył szkołę średnią przy Uniwersytecie De la Salle. Następnie wyjechał do Stanów Zjednoczonych, podjął tam studia dziennikarskie na Uniwersytecie Wisconsin. Pierwszą znaczącą pracą historyczną, która wyszła spod pióra Quirino była biografia Manuela L. Quezona, mianowicie Quezon Man of Destiny z 1935. Pozostawił po sobie szereg pozycji biograficznych, a także opracowań pochylających się nad rozmaitymi aspektami filipińskiej historii. Jedną z nich była biografia José Rizala, najważniejszego filipińskiego bohatera narodowego. Wśród jego zainteresowań badawczych znalazła się też historia urzędu prezydenta na Filipinach. Poświęcił jej przynajmniej dwie książki, biografię prezydenta Ramona Magsaysaya (Magsaysay of the Philippines, 1958) oraz poczet filipińskich głów państwa (Lives of the Philippine Presidents, 1952). Interesowały badacza również dzieje filipińskiej kartografii. Owocem tej ciekawości były pozycje takie jak Maps and Views of Old Manila (1971) oraz wysoce ceniona przez historyków Philippine Cartography. Pozostawił po sobie też przekrojowe opracowanie słownikowe Who is who in Philippine History (1995). Założył, kierował oraz był kuratorem Ayala Archives, współczesnego Ayala Museum. Kierował także filipińską Biblioteką Narodową. W 1997 za swe zasługi w badaniach nad historią archipelagu otrzymał order oraz tytuł Narodowego Artysty Filipin. Był pierwszym historykiem, którego uhonorowano w ten sposób. Zmarł 20 maja 1999.
Trzykrotnie żonaty, doczekał się łącznie sześciorga dzieci.